# 羅曼諾沃區

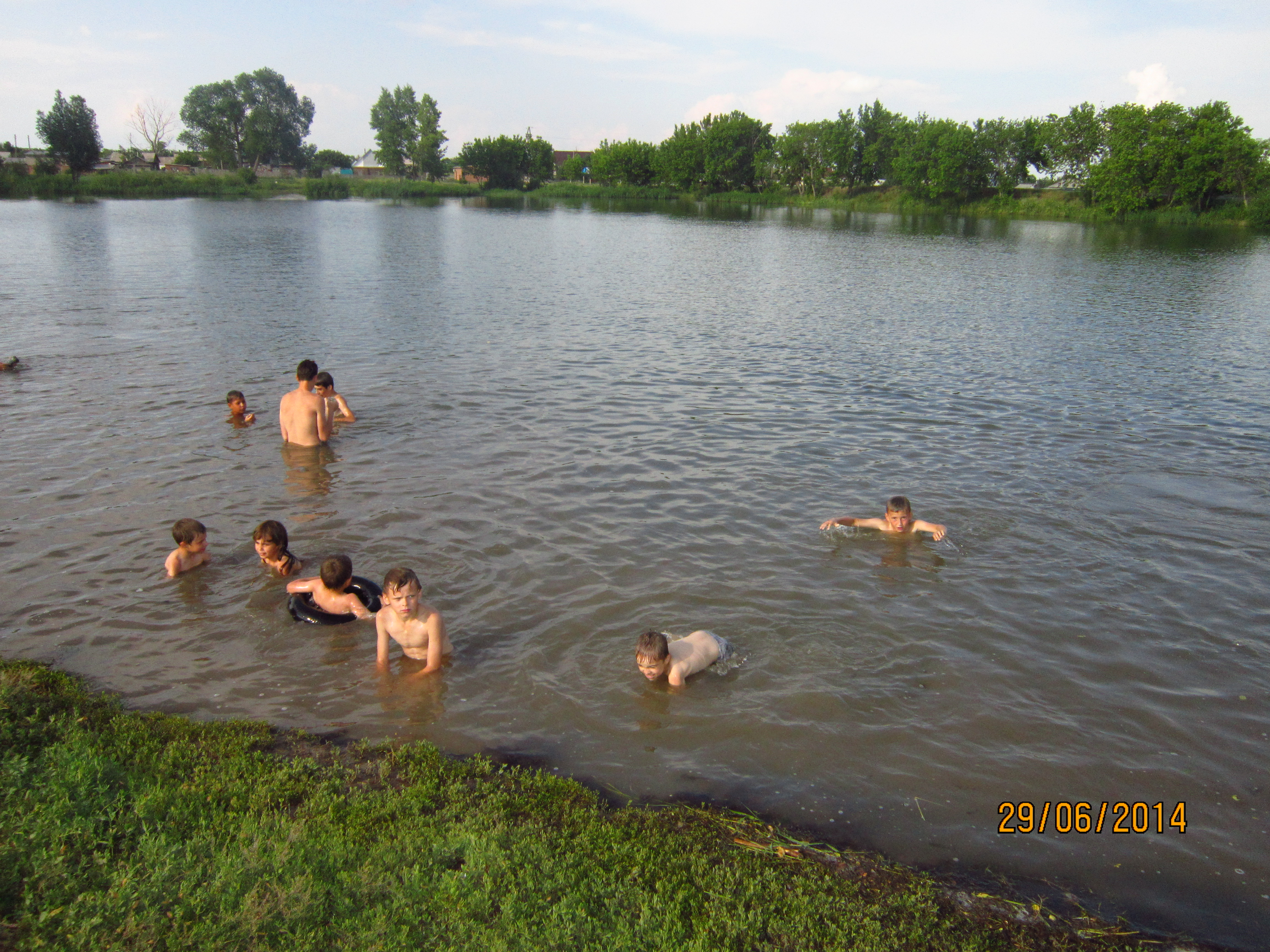

52°37′N 81°14′E / 52.617°N 81.233°E
羅曼諾沃區（俄语：Романовский район），是俄羅斯的一個區，位於該國南部，由阿爾泰邊疆區負責管轄，面積2,082平方公里，2010年人口13,179，人口密度每平方公里6.33人。